# Flagrum
El flagrum, en plural flagra o flagelo romano es un instrumento de tortura que se utiliza para practicar la flagelación o azotar. La palabra deriva del latín flagellum.

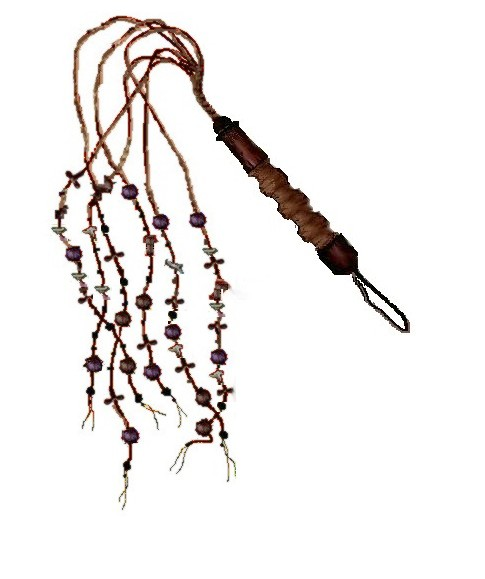
Flagelo Romano

Se utiliza con la intención de castigar físicamente causando lesiones y el mayor dolor posible al golpear violentamente con él a alguien. Generalmente se determina dentro de flagelo cualquier instrumento para azotar compuesto de varias cuerdas anudadas y atadas al extremo de una vara y es distinto de un azote, látigo o fusta. Lo habitual es utilizarlo como castigo aunque también uno puede autoflagelarse si decide imponerse una penitencia.

## El flagelo romano
Era un látigo con mango corto y con varias cadenas finas de hierro que terminaban en pequeños pesos, con el que se producían terribles daños al reo. Aparece en la película La Pasión de Cristo en una impactante escena.

### Flagelación de Cristo
Entre las torturas a las que sometieron a Jesucristo estuvo la flagelación.
La flagelación de Cristo es un tema iconográfico muy frecuente en el arte cristiano.
- La flagelación (Piero della Francesca)
- La flagelación de Cristo (Caravaggio)

También es muy frecuente como paso de Semana Santa:
- Santísimo Cristo del Granizo
- Cofradía de la Flagelación   (desambiguación)

## Lasdisciplinas
Son unos pequeños flagelos confeccionados generalmente de cáñamo, con varios ramales, cuyos extremos son más gruesos, y que sirve para azotarse. Son utilizados por religiosos/as de clausura para imponerse penitencias. El azotado puede ser el mismo que aplica el castigo, que desea infligirse daño a sí mismo por razones penitenciales (religiosas: disciplinante, flagelante).